# Mirabello Monferrato
Mirabello Monferrato es una localidad y comune italiana de la provincia de Alessandria, región de Piamonte, con 1.368 habitantes.

## Evolución demográfica
| Gráfica de evolución demográfica de Mirabello Monferrato entre 1861 y 2001 |
|                                                                            |
| Fuente ISTAT - elaboración gráfica de Wikipedia                            |